# Sindaci di Tortoreto
Di seguito l'elenco cronologico dei sindaci di Tortoreto e delle altre figure apicali equivalenti che si sono succedute nel corso della storia.

## Regno di Napoli napoleonico (1806-1816)
| Periodo | Periodo | Primo cittadino             | Partito | Carica  | Note |
| ------- | ------- | --------------------------- | ------- | ------- | ---- |
| 1808    | 1814    | Felice Antonio De Fabritiis |         | Sindaco |      |
| 1815    | 1815    | Tommaso Rampa               |         | Sindaco |      |

## Regno delle Due Sicilie (1816-1861)
| Periodo | Periodo | Primo cittadino             | Partito | Carica  | Note |
| ------- | ------- | --------------------------- | ------- | ------- | ---- |
| 1816    | 1818    | Tommaso Rampa               |         | Sindaco |      |
| 1819    | 1821    | Pasquale Natali             |         | Sindaco |      |
| 1822    | 1825    | Nicola Di Francesco         |         | Sindaco |      |
| 1825    | 1828    | Giovanni Domenico Biancucci |         | Sindaco |      |
| 1828    | 1829    | Felice Antonio Ianni        |         | Sindaco |      |
| 1830    | 1831    | Paolantonio Natali          |         | Sindaco |      |
| 1832    | 1834    | Emidio Capanna              |         | Sindaco |      |
| 1834    | 1835    | Salvatore Franchi           |         | Sindaco |      |
| 1835    | 1836    | Felice Antonio De Fabritiis |         | Sindaco |      |
| 1837    | 1840    | Berardo Natali              |         | Sindaco |      |
| 1840    | 1842    | Giacinto Capanna            |         | Sindaco |      |
| 1843    | 1848    | Nicolambrogio Angelini      |         | Sindaco |      |
| 1849    | 1851    | Marcello Natali             |         | Sindaco |      |
| 1852    | 1855    | Felice Antonio De Fabritiis |         | Sindaco |      |
| 1856    | 1858    | Biase Antonio Ianni         |         | Sindaco |      |
| 1858    | 1861    | Nicola Natali               |         | Sindaco |      |

## Regno d'Italia (1861-1946)
| Periodo | Periodo | Primo cittadino       | Partito                    | Carica                  | Note |
| ------- | ------- | --------------------- | -------------------------- | ----------------------- | ---- |
| 1861    | 1865    | Carlo Nicola Capanna  |                            | Sindaco                 |      |
| 1866    | 1870    | Giuseppe Capanna      |                            | Sindaco                 |      |
| 1871    | 1873    | Giovanni Rampa        |                            | Sindaco                 |      |
| 1873    | 1879    | Domenico De Lucentiis |                            | Sindaco                 |      |
| 1880    | 1885    | Emidio De Fabritiis   |                            | Sindaco                 |      |
| 1886    | 1895    | Giacinto Capanna      |                            | Sindaco                 |      |
| 1896    | 1899    | Ermanno Rosa          |                            | Sindaco                 |      |
| 1900    | 1900    | Emidio De Fabritiis   |                            | Sindaco                 |      |
| 1901    | 1903    | Felice Massucci       |                            | Sindaco                 |      |
| 1904    | 1904    | Roberto Capanna       |                            | Sindaco                 |      |
| 1905    | 1905    | Antonio Summa         |                            | Sindaco                 |      |
| 1906    | 1908    | Ermanno Rosa          |                            | Sindaco                 |      |
| 1908    | 1914    | Massimo Moscarini     |                            | Sindaco                 |      |
| 1915    | 1916    | Felice Massucci       |                            | Sindaco                 |      |
| 1917    | 1920    | Ermanno Rosa          |                            | Sindaco                 |      |
| 1920    | 1920    | Gaetano Fiorà         |                            | Sindaco                 |      |
| 1921    | 1923    | Nicola Zechini        |                            | Sindaco                 |      |
| 1923    | 1923    | Berardo Pelliccioni   |                            | Sindaco                 |      |
| 1924    | 1925    | Cleto Parere          | Partito Nazionale Fascista | Sindaco                 |      |
| 1926    | 1931    | Giuseppe Perugini     | Partito Nazionale Fascista | Podestà                 |      |
| 1932    | 1937    | Cleto Parere          | Partito Nazionale Fascista | Podestà                 |      |
| 1938    | 1938    | Gioacchino Rigucci    | Partito Nazionale Fascista | Commissario prefettizio |      |
| 1938    | 1939    | Italo Ranalli         | Partito Nazionale Fascista | Commissario prefettizio |      |
| 1940    | 1942    | Cleto Parere          | Partito Nazionale Fascista | Podestà                 |      |
| 1942    | 1943    | Marco Priori          | Partito Nazionale Fascista | Podestà                 |      |
| 1944    | 1944    | Idolo Massucci        |                            | Commissario prefettizio |      |
| 1945    | 1946    | Tito Mascitti         |                            | Sindaco                 |      |

## Repubblica Italiana (dal 1946)
| Sindaci eletti dal Consiglio comunale (1946-1995)    | Sindaci eletti dal Consiglio comunale (1946-1995) | Sindaci eletti dal Consiglio comunale (1946-1995)              | Sindaci eletti dal Consiglio comunale (1946-1995)  | Sindaci eletti dal Consiglio comunale (1946-1995)  | Sindaci eletti dal Consiglio comunale (1946-1995) | Sindaci eletti dal Consiglio comunale (1946-1995) | Sindaci eletti dal Consiglio comunale (1946-1995) |
| Nominativo                                           | Partito                                           | Partito                                                        | Partito                                            | Partito                                            | Mandato                                           | Mandato                                           | Elezione                                          |
| Nominativo                                           | Partito                                           | Partito                                                        | Partito                                            | Partito                                            | Inizio                                            | Fine                                              | Elezione                                          |
| ---------------------------------------------------- | ------------------------------------------------- | -------------------------------------------------------------- | -------------------------------------------------- | -------------------------------------------------- | ------------------------------------------------- | ------------------------------------------------- | ------------------------------------------------- |
| Gino Liberati                                        | ?                                                 | ?                                                              | ?                                                  | ?                                                  | 1946                                              | 1951                                              | Elezione 1946                                     |
| Corradino Scataglia                                  | ?                                                 | ?                                                              | ?                                                  | ?                                                  | 1951                                              | 1953                                              | Elezione 1951                                     |
| Antonio Guidobaldi                                   | ?                                                 | ?                                                              | ?                                                  | ?                                                  | 1953                                              | 1956                                              | Elezione 1951                                     |
| Giuseppe Pierandozzi                                 | ?                                                 | ?                                                              | ?                                                  | ?                                                  | 1956                                              | 1960                                              | Elezione 1956                                     |
| Umberto Fanì                                         | ?                                                 | ?                                                              | ?                                                  | ?                                                  | 1960                                              | 1965                                              | Elezione 1960                                     |
| Umberto Fanì                                         | ?                                                 | ?                                                              | ?                                                  | ?                                                  | 1965                                              | 1970                                              | Elezione 1965                                     |
| Benito Esposito                                      |                                                   | Democrazia Cristiana                                           | Democrazia Cristiana                               | Democrazia Cristiana                               | 1970                                              | 1975                                              | Elezione 1970                                     |
| Benito Esposito                                      | 1975                                              | Democrazia Cristiana                                           | Democrazia Cristiana                               | Democrazia Cristiana                               | 1980                                              | Elezione 1975                                     |                                                   |
| Benito Esposito                                      | 1980                                              | Democrazia Cristiana                                           | Democrazia Cristiana                               | Democrazia Cristiana                               | 1985                                              | Elezione 1980                                     |                                                   |
| Benito Esposito                                      | 1985                                              | Democrazia Cristiana                                           | Democrazia Cristiana                               | Democrazia Cristiana                               | 19 luglio 1988                                    | Elezione 1985                                     |                                                   |
| Lino Cichetti                                        |                                                   | Democrazia Cristiana poi Partito Popolare Italiano             | Democrazia Cristiana poi Partito Popolare Italiano | Democrazia Cristiana poi Partito Popolare Italiano | 19 luglio 1988                                    | Elezione 1985                                     | 1990                                              |
| Lino Cichetti                                        | 1990                                              | Democrazia Cristiana poi Partito Popolare Italiano             | Democrazia Cristiana poi Partito Popolare Italiano | Democrazia Cristiana poi Partito Popolare Italiano | 24 aprile 1995                                    | Elezione 1990                                     |                                                   |
| Sindaci eletti direttamente dai cittadini (dal 1995) |                                                   |                                                                |                                                    |                                                    |                                                   |                                                   |                                                   |
| Nominativo                                           | Partito                                           | Partito                                                        | Lista                                              | Lista                                              | Mandato                                           | Mandato                                           | Elezione                                          |
| Nominativo                                           | Partito                                           | Partito                                                        | Lista                                              | Lista                                              | Inizio                                            | Fine                                              | Elezione                                          |
| Flaminio Lombi                                       |                                                   | Partito Democratico della Sinistra poi Democratici di Sinistra |                                                    | L. civica di centro-sinistra                       | 24 aprile 1995                                    | 1999                                              | Elezione 1995                                     |
| Flaminio Lombi                                       |                                                   | Partito Democratico della Sinistra poi Democratici di Sinistra | L. civica di centro-sinistra                       | 1999                                               | 15 giugno 2004                                    | Elezione 1999                                     |                                                   |
| Domenico Di Matteo                                   |                                                   | Democrazia è Libertà - La Margherita (2004-2007)               |                                                    | L. civica di centro-sinistra                       | 15 giugno 2004                                    | 8 giugno 2009                                     | Elezione 2004                                     |
| Domenico Di Matteo                                   | Partito Democratico (2007-2009)                   |                                                                |                                                    | L. civica di centro-sinistra                       | 15 giugno 2004                                    | 8 giugno 2009                                     | Elezione 2004                                     |
| Generoso Monti                                       |                                                   | Il Popolo della Libertà poi Forza Italia                       |                                                    | L. civica di centro-destra Tortoreto sempre        | 8 giugno 2009                                     | 26 maggio 2014                                    | Elezione 2009                                     |
| Alessandra Lucia Richi                               |                                                   | Forza Italia                                                   |                                                    | L. civica di centro-destra Tortoreto sempre        | 26 maggio 2014                                    | 19 maggio 2016                                    | Elezione 2014                                     |
| Francesco Tarricone (Commissario prefettizio)        | –                                                 | –                                                              | –                                                  | –                                                  | 19 maggio 2016                                    | 12 giugno 2017                                    | –                                                 |
| Domenico Piccioni                                    |                                                   | Indipendente                                                   |                                                    | L. civica di centro-destra Siamo Tortoreto         | 12 giugno 2017                                    | in carica                                         | Elezione 2017                                     |